# 팹 테스트

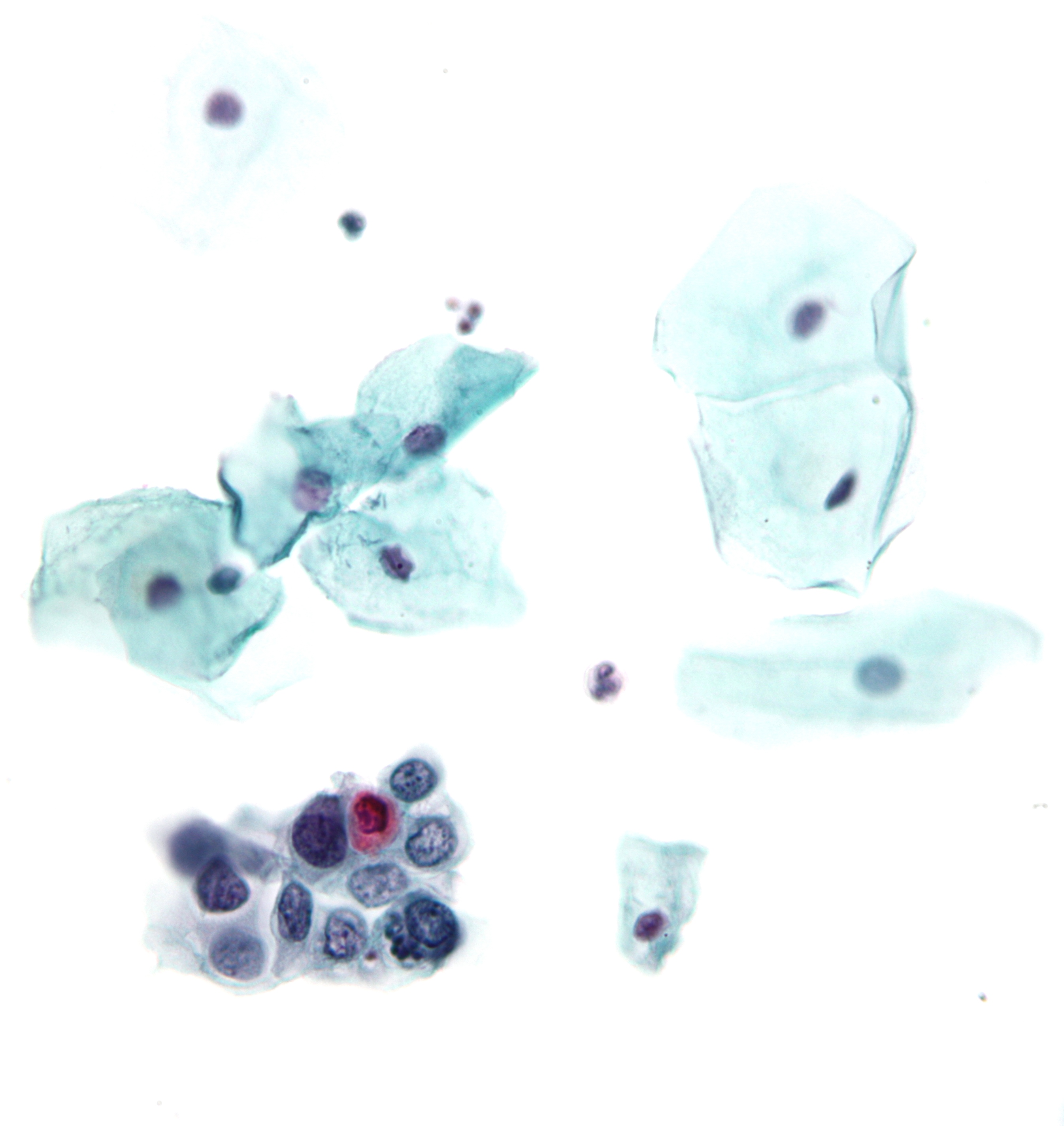
팹 테스트에 사용되는 세포진

팹 테스트(영어: Pap test) 또는 팹 스미어(영어: Pap smear)는 자궁암 진단에 사용되는 세포진 검사 방법이다. 그리스의 의사인 게오르요스 파파니콜라우가 고안한 검사 방법이며 팹 테스트라는 이름 또한 여기서 유래된 이름이다.
자궁과 자궁 내막에 서식하는 질 세포진을 표본으로 만든 뒤에 이를 현미경으로 관찰한다. 현미경으로 관찰한 질 세포진 표본에서 비정상적인 세포나 암세포가 서식하면 이를 자궁암으로 진단한다. 암세포, 암이 다른 곳으로 전이된 상태의 세포를 찾기 위해 자궁암 검진에서 널리 사용되고 있다.